# Nystalea flavescens
Nystalea flavescens är en fjärilsart som beskrevs av Paul Dognin 1916. Nystalea flavescens ingår i släktet Nystalea och familjen tandspinnare. Inga underarter finns listade i Catalogue of Life.